# Crassimarginatella xiamenensis
Crassimarginatella xiamenensis is een mosdiertjessoort uit de familie van de Calloporidae. De wetenschappelijke naam van de soort is, als Electra xiamenensis, voor het eerst geldig gepubliceerd in 1999 door Liu.